# Swarzędz (gemeente)
De gemeente Swarzędz is een stad- en landgemeente in de Poolse woiwodschap Groot-Polen, in powiat Poznański.
De zetel van de gemeente is in Swarzędz.
Op 30 juni 2005, telde de gemeente 39 457 inwoners.

## Bestuurlijke indeling
Op het grondgebied van de gemeente bevindt zich de stad Swarzędz en 19 sołectw: Bogucin, Garby, Gortatowo, Gruszczyn, Janikowo, Jasin, Karłowice, Kobylnica, Kruszewnia, Łowęcin, Paczkowo, Puszczykowo-Zaborze, Rabowice, Sarbinowo, Sokolniki Gwiazdowskie, Uzarzewo, Wierzonka, Wierzenica, Zalasewo.
Zonder de status sołectwo : Gotartowo-Huby, Huby, Katarzynki, Ligowiec, Mechowo, Nowa Wieś, Nowy Dwór, Pawłówko, Święciniec, Wierzenica, Zieleniec.

## Oppervlakte gegevens
- agrarisch gebied: 68,38%
- bossen: 12,95%

De gemeente beslaat 5,37% van de totale oppervlakte van de powiat.

## Demografie
Stand op 30 juni 2004:
| Omschrijving                   | Totaal | Totaal | Vrouwen | Vrouwen | Mannen | Mannen |
| ------------------------------ | ------ | ------ | ------- | ------- | ------ | ------ |
| eenheid                        | aantal | %      | aantal  | %       | aantal | %      |
| inwoners                       | 39 248 | 100    | 20 165  | 51,4    | 19 083 | 48,6   |
| bevolkingsdichtheid (inw./km²) | 384,8  | 384,8  | 197,7   | 197,7   | 187,1  | 187,1  |

In 2002 bedroeg het gemiddelde inkomen per inwoner 1413,93 zł.

## Geboren
Erich Ludendorff Duits militair (generaal), politicus

## Aangrenzende gemeenten
Czerwonak, Kleszczewo, Kostrzyn, Pobiedziska, Poznań